# Alexis Beka Beka
Alexis Adelin Beka Beka (* 29. března 2001) je francouzský profesionální fotbalista, který hraje na pozici defenzivního záložníka za klub OGC Nice.

## Klubová kariéra

### Caen
Beka Beka debutoval v dresu Caen 20. prosince 2019 při remíze 0:0 v Ligue 2 s Clermontem. Svou první profesionální smlouvu s klubem podepsal 9. června 2020.

### Lokomotiv Moskva
Dne 23. srpna 2021 podepsal pětiletou smlouvu s ruským prvoligovým klubem FK Lokomotiv Moskva.

### Nice
Dne 1. srpna 2022 podepsal Beka Beka pětiletou smlouvu s klubem Ligue 1 OGC Nice za údajnou částku 14 milionů eur.

## Reprezentační kariéra
Beka Beka je mládežnický reprezentant Francie. Byl součástí francouzského olympijského týmu, který soutěžil na Letních olympijských hrách 2020.

## Osobní život
Beka Beka se narodil ve Francii a má jak francouzskou tak konžskou státní příslušnost.
Dne 29. září 2023 se Beka Beka dostal na titulní stránky novin kvůli výhrůžce sebevraždou skokem z Magnanova viaduktu v Nice. Jednání s klubovým psychologem probíhala a do akce se zapojily záchranné složky, hasiči i armáda. Viadukt je vysoký přibližně 100 metrů a způsobuje dopravní komplikace na dálnici A8. Beka Beka byl z místa bezpečně odvezen záchrannou službou.

## Statistiky

### Klubové
Platí k zápasu hranému 3. června 2023.
| Klub              | Sezóna            | Liga                   | Liga   | Liga | Národní pohár | Národní pohár | Kontinentální | Kontinentální | Celkově | Celkově |
| Klub              | Sezóna            | Soutěž                 | Zápasy | Góly | Zápasy        | Góly          | Zápasy        | Góly          | Zápasy  | Góly    |
| ----------------- | ----------------- | ---------------------- | ------ | ---- | ------------- | ------------- | ------------- | ------------- | ------- | ------- |
| Caen B            | 2018/19           | Championnat National 3 | 9      | 0    | —             | —             | —             | —             | 9       | 0       |
| Caen B            | 2019/20           | Championnat National 3 | 7      | 1    | —             | —             | —             | —             | 7       | 1       |
| Caen B            | Celkově           | Celkově                | 16     | 1    | —             | —             | —             | —             | 16      | 1       |
| Caen              | 2019/20           | Ligue 2                | 5      | 0    | 1             | 0             | —             | —             | 6       | 0       |
| Caen              | 2020/21           | Ligue 2                | 25     | 1    | 2             | 0             | —             | —             | 27      | 1       |
| Caen              | Celkově           | Celkově                | 30     | 1    | 3             | 0             | 0             | 0             | 33      | 1       |
| Lokomotiv Moskva  | 2021/22           | Ruská Premier Liga     | 19     | 0    | 1             | 0             | 6             | 0             | 26      | 0       |
| Lokomotiv Moskva  | 2022/23           | Ruská Premier Liga     | 2      | 0    | —             | —             | —             | —             | 2       | 0       |
| Lokomotiv Moskva  | Celkově           | Celkově                | 21     | 0    | 1             | 0             | 6             | 0             | 28      | 0       |
| Nice              | 2022/23           | Ligue 1                | 14     | 0    | 1             | 0             | 7             | 1             | 22      | 1       |
| Nice              | 2023/24           | Ligue 1                | 0      | 0    | 0             | 0             | —             | —             | 0       | 0       |
| Celkově v kariéře | Celkově v kariéře | Celkově v kariéře      | 81     | 2    | 5             | 0             | 13            | 1             | 99      | 3       |